# Adrià Pedrosa
Adrià Giner Pedrosa (ur. 13 maja 1998 w Barcelonie) – hiszpański piłkarz, grający na pozycji obrońcy w Sevilla FC. Były młodzieżowy reprezentant Hiszpanii. Wychowanek RCD Espanyol.

## Kariera klubowa
Piłkarz urodził się w Barcelonie. Karierę juniorską zaczynał w małym klubie Castelldefels w prowincji Barcelona. Następnie 5 lat spędził w EF Gavà.

### RCD Espanyol
W 2014 roku dołączył do ekipy Espanyolu. 16 kwietnia 2017 roku zaliczył debiut w seniorskiej drużynie B w meczu przeciwko RCD Mallorca. Pierwszy mecz w drugoligowym zespole nastąpił 1 listopada 2018 r. w pucharowym starciu z Cadiz CF. Natomiast na debiut w La Lidze musiał czekać do 16 grudnia 2018 roku do przegranego 1-3 meczu z Realem Betis. W kwietniu 2019 roku podpisał nowy kontrakt z drużyną.

### Sevilla FC
W 2023 roku dołączył do drużyny Sevilli. Podpisał kontrakt na 5 lat.

## Statystyki kariery

### Klubowe
(aktualne na dzień 23 grudnia 2023)
| Klub               | Sezon              | Liga               | Liga  | Liga   | Puchar kraju | Puchar kraju | Europa | Europa | Suma  | Suma   |
| Klub               | Sezon              | Liga               | Mecze | Bramki | Mecze        | Bramki       | Mecze  | Bramki | Mecze | Bramki |
| ------------------ | ------------------ | ------------------ | ----- | ------ | ------------ | ------------ | ------ | ------ | ----- | ------ |
| Espanyol           | 2018/19            | Primera Division   | 12    | 1      | 4            | 0            | 0      | 0      | 16    | 1      |
| Espanyol           | 2019/20            | Primera Division   | 20    | 1      | 3            | 0            | 8      | 2      | 31    | 3      |
| Espanyol           | 2020/21            | Segunda Division   | 32    | 1      | 1            | 0            | 0      | 0      | 33    | 1      |
| Espanyol           | 2021/22            | Primera Division   | 31    | 1      | 2            | 1            | 0      | 0      | 33    | 2      |
| Espanyol           | 2022/23            | Primera Division   | 7     | 0      | 0            | 0            | 0      | 0      | 7     | 0      |
| Espanyol           | Łącznie            | Łącznie            | 102   | 4      | 10           | 1            | 8      | 2      | 120   | 7      |
| Sevilla            | 2023/24            | Primera Division   | 16    | 1      | 2            | 1            | 4      | 0      | 22    | 2      |
| Sevilla            | Łącznie            | Łącznie            | 16    | 1      | 2            | 1            | 4      | 0      | 22    | 2      |
| Łącznie w karierze | Łącznie w karierze | Łącznie w karierze | 118   | 5      | 12           | 2            | 12     | 2      | 142   | 9      |